# Isabellastraat (Rekem)

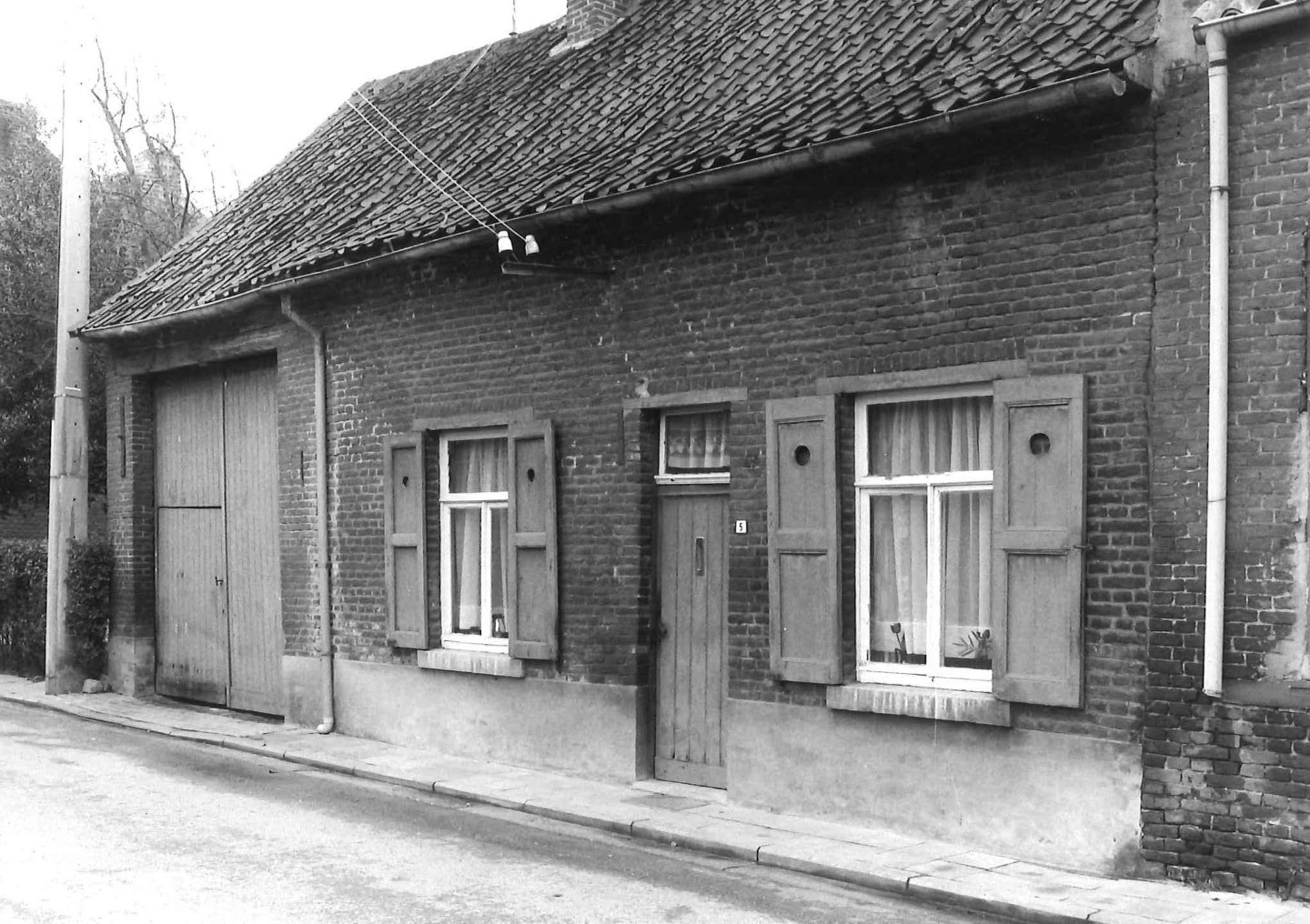
Isabellastraat nr. 5 in 1980

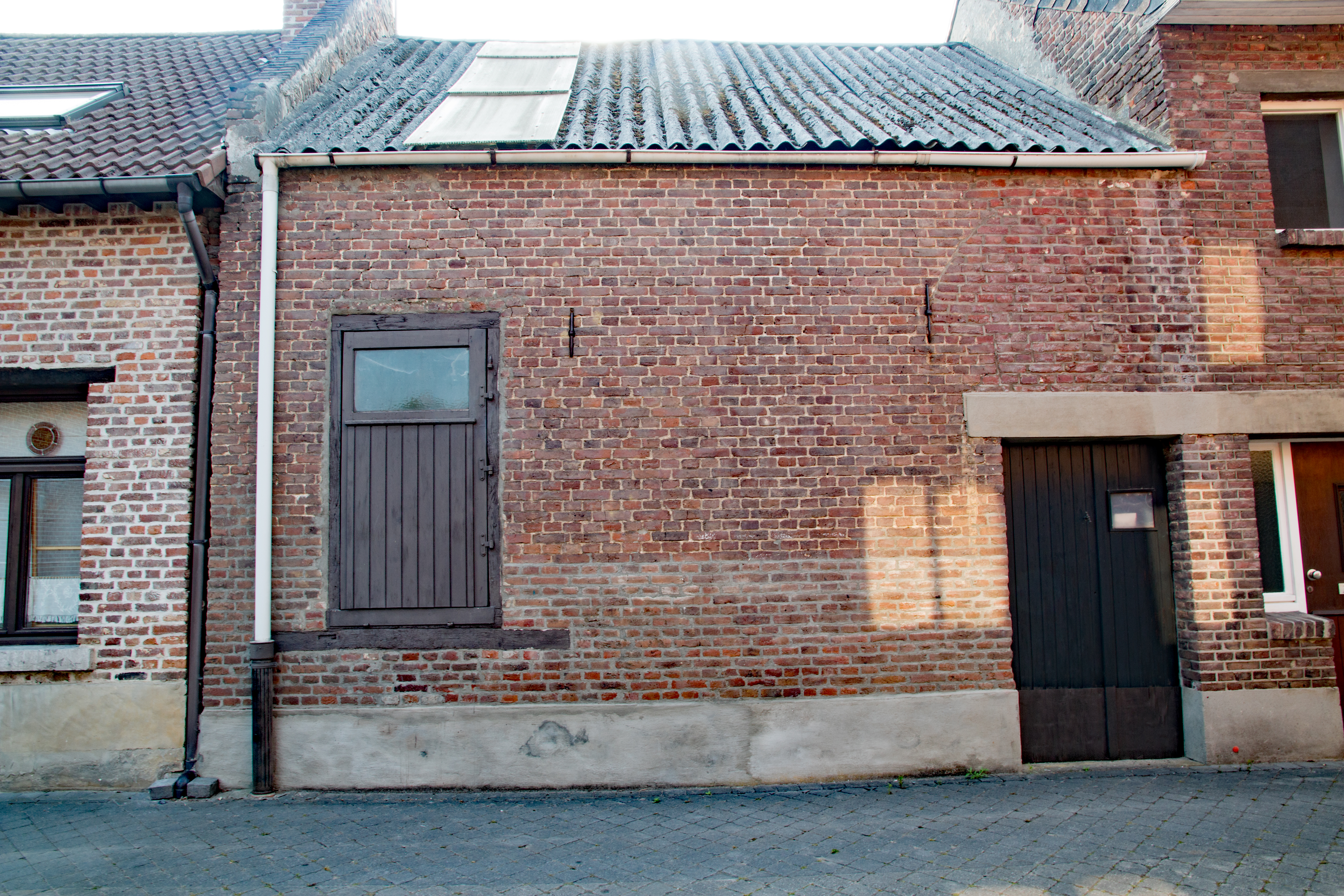
Stadshoeve in de Isabellastraat

De Isabellastraat is een straat in Oud-Rekem (gemeente Lanaken) in de Belgische provincie Limburg.
Loodrecht op de Patersstraat vormt de Isabellastraat (zo genoemd sinds midden 17e eeuw onder graaf Ferdinand d'Aspremont-Lynden, daarvoor Schoffelstraat genoemd) de verbinding met het noordelijke deel van de Walstraat. Ten oosten en ten westen ligt de Nieuwe Walstraat. Nr. 5 is een monumentale stadshoeve uit de 19e eeuw.
Groenplaats · Herenstraat · Engelenstraat · Isabellastraat · Kanaalstraat · Nieuwe Walstraat · Onder de Linden · Oude God · Patersstraat · Schijfstraat · Walstraat